# 寺耳镇
寺耳镇，是中华人民共和国陕西省商洛市洛南县下辖的一个乡镇级行政单位。

## 行政区划
寺耳镇下辖以下地区：
寺耳街村、桑坪村、田门村、东庄村、闫村、出川街村、胭脂河村、王沟村、峪口村、窑口村、黄龛村、墁里村、刘塬村、伍仙村、梁坪村、马河村和高村。